# 安妮格雷特·克罗尼格
安妮格雷特·克罗尼格（德語：Annegret Kroniger，1952年9月24日—），德国女子田径运动员。她曾代表西德参加1972年和1976年夏季奥林匹克运动会田径比赛，其中1976年奥运会获得一枚银牌。